# پایگاه هوایی ملسبروک
پایگاه هوایی ملسبروک (به انگلیسی: Melsbroek Air Base) یک فرودگاه نظامی است که یک باند فرود آسفالت دارد و طول باند آن ۲۹۸۷ متر است. این فرودگاه در شهر بروکسل کشور بلژیک قرار دارد و در ارتفاع ۵۶ متری از سطح دریا واقع شده‌است.